# 進歩党 (日本 1896-1898)
進歩党（しんぽとう）は、明治時代中期に結成された政党（1896年3月1日 ‐ 1898年6月20日）。

## 概要
1896年（明治29年）3月1日、立憲改進党・立憲革新党・大手倶楽部・帝国財政革新会・中国進歩党などが合同して代議士99名で結成。大隈重信が事実上の党首であったが正式な役職には就かず、形式的には犬養毅・尾崎行雄・大東義徹・柴四朗（東海散士）・長谷場純孝の5名の総務委員が代表者となっていた。「国権拡張」「責任内閣」「財政整理」などを掲げた。大隈の人気と同党が掲げた対外硬路線に対する支持から結成直後に党員5万人を数える。
同年9月、首相就任の大命降下を受けていた松方正義元首相から連立交渉を受けて、18日に成立した第2次松方内閣に大隈が外務大臣として入閣したほか、高橋健三内閣書記官長、神鞭知常法制局長官など、党幹部が政府入りを果たす。時の首相が組閣時点から政党と連立を行うのは初めての事例であり、「松隈内閣」と呼称される。当への期待はさらに高まり、同年中に1万人の入党者があったとされている。
同内閣では、新聞紙条例の改正や金本位制の実現などの成果があったが、松方の政治基盤である薩摩藩閥内の反進歩党勢力との軋轢が徐々に顕在化、松方首相が財政難克服のために「地租増徴」を検討したことが引き金となり、1897年10月31日、進歩党は常議員会において提携断絶を決議。直後の11月2日に、進歩党から政府入りをしていた外務省参事官尾崎行雄、農商務省商務局長箕浦勝人、山林局長志賀重昂、鉱山局長肥塚龍らが、党会議に出席したことを理由として罷免される。大隈党首も6日に外相を辞任して、進歩党は政権を離脱する。松方内閣はほどなく内閣総辞職に追い込まれた。
翌1898年3月15日、松方のあとを受けた第3次伊藤内閣のもとで行われた第5回衆議院議員総選挙では議席を104に伸ばしたものの、自由党に1議席及ばず第二党。選挙後、第3次伊藤内閣は自由党との連立交渉を行うが決裂し、これを契機として、大同団結運動以来犬猿の仲であった自由、進歩両党は連携を深め、地租増徴反対を掲げて藩閥政府と全面対立を深める。6月10日、伊藤内閣がたまらず衆議院解散で局面打開に打って出ると、自由、進歩両党の間で合同の機運が持ち上がり、22日、両党が解党して合同、憲政党が誕生し、進歩党は一旦その役割を終える。
後史
憲政党の結党直後、政権運営のめどがつかなくなった第3次伊藤内閣は総辞職。後継には合同直後の憲政党の板垣・大隈両名が押され、史上初の政党内閣である第1次大隈内閣（隈板内閣）が誕生。大隈が政党人として初めて首相に就任する。
しかし、政権運営能力の欠如が表面化して行政が混乱し、旧自由・進歩両勢力の党内抗争の収拾がつかなくなる。憲政党は、旧自由党が旧進歩党を出し抜く形で解党し、旧進歩党は憲政本党を結党する形で再結党された（1898年11月3日）。また、党分裂によって、政権も崩壊した。
その後、憲政本党は、紆余曲折を経て立憲民政党へ結集して、昭和初期の二大政党制の一翼を担うこととなる。